# Луненбург (муніципальний район, Нова Шотландія)
Луненбург (англ. Lunenburg) — муніципальний район в Канаді, у провінції Нова Шотландія, центр однойменного графства.

## Населення
За даними перепису 2016 року, муніципальний район нараховував 24863 особи, показавши скорочення на 1,0%, порівняно з 2011-м роком. Середня густина населення становила 14,1 осіб/км².
З офіційних мов обидвома одночасно володіли 1 355 жителів, тільки англійською — 23 370, тільки французькою — 5, а 20 — жодною з них. Усього 425 осіб вважали рідною мовою не одну з офіційних, з них 5 — українську.
Працездатне населення становило 56,8% усього населення, рівень безробіття — 8,4% (10% серед чоловіків та 6,7% серед жінок). 84,1% осіб були найманими працівниками, а 14,4% — самозайнятими.
Середній дохід на особу становив $37 742 (медіана $28 875), при цьому для чоловіків — $45 569, а для жінок $29 763 (медіани — $36 032 та $23 265 відповідно).
23,4% мешканців мали закінчену шкільну освіту, не мали закінченої шкільної освіти — 25,4%, 51,2% мали післяшкільну освіту, з яких 26,1% мали диплом бакалавра, або вищий, 80 осіб мали вчений ступінь.
| Статево-вікова структура населення | Статево-вікова структура населення | Статево-вікова структура населення | Статево-вікова структура населення | Статево-вікова структура населення |
| ---------------------------------- | ---------------------------------- | ---------------------------------- | ---------------------------------- | ---------------------------------- |
|                                    |                                    |                                    |                                    |                                    |
| Всього                             | Всього                             | 50,2%49,8%                         |                                    |                                    |
| 0 — 14 років                       | 0 — 14 років                       |                                    | 12,1%                              | 12,1%                              |
| 15 — 64 років                      | 15 — 64 років                      |                                    | 63,8%                              | 63,8%                              |
| 65 і більше                        | 65 і більше                        |                                    | 24,1%                              | 24,1%                              |
| 85 і більше                        | 85 і більше                        |                                    | 2,1%                               | 2,1%                               |
| 100 і більше                       | 100 і більше                       |                                    | 0%                                 | 0%                                 |
| Середній вік (років)               | Середній вік (років)               | 46,847,7                           | 47,2                               | 47,2                               |
| Медіана (років)                    | Медіана (років)                    | 51,552,0                           | 51,8                               | 51,8                               |
| — чоловіки — жінки                 |                                    |                                    |                                    |                                    |

| Походження мешканців:     | Походження мешканців:     | Походження мешканців: | Походження мешканців: | Походження мешканців: |
| ------------------------- | ------------------------- | --------------------- | --------------------- | --------------------- |
| Походження                |                           |                       | осіб                  | %                     |
| Корінні американці        | Корінні американці        |                       | 1 565                 | 6.33%                 |
| Інше північноамериканське | Інше північноамериканське |                       | 12 245                | 49.54%                |
| Європейське               | Європейське               |                       | 16 425                | 66.46%                |
| британське                | британське                |                       | 10 110                | 40.91%                |
| французьке                | французьке                |                       | 3 045                 | 12.32%                |
| українське                | українське                |                       | 170                   | 0.69%                 |
| Латинськоамериканське     | Латинськоамериканське     |                       | 50                    | 0.2%                  |
| Карибське                 | Карибське                 |                       | 35                    | 0.14%                 |
| Африканське               | Африканське               |                       | 90                    | 0.36%                 |
| Азійське                  | Азійське                  |                       | 230                   | 0.93%                 |
| Океанійське               | Океанійське               |                       | 45                    | 0.18%                 |

| Зайнятість населення за галузями (за класифікацією NOC): | Зайнятість населення за галузями (за класифікацією NOC): | Зайнятість населення за галузями (за класифікацією NOC): | Зайнятість населення за галузями (за класифікацією NOC): | Зайнятість населення за галузями (за класифікацією NOC): |
| -------------------------------------------------------- | -------------------------------------------------------- | -------------------------------------------------------- | -------------------------------------------------------- | -------------------------------------------------------- |
|                                                          |                                                          |                                                          |                                                          |                                                          |
| Управління                                               | Управління                                               |                                                          | 9%                                                       | 9%                                                       |
| Бізнес, фінанси та адміністрування                       | Бізнес, фінанси та адміністрування                       |                                                          | 12,6%                                                    | 12,6%                                                    |
| Природничі та прикладні науки                            | Природничі та прикладні науки                            |                                                          | 4%                                                       | 4%                                                       |
| Охорона здоров'я                                         | Охорона здоров'я                                         |                                                          | 7,5%                                                     | 7,5%                                                     |
| Освіта, правозахист, муніципальні та урядові служби      | Освіта, правозахист, муніципальні та урядові служби      |                                                          | 8,9%                                                     | 8,9%                                                     |
| Мистецтво, культура, відпочинок та спорт                 | Мистецтво, культура, відпочинок та спорт                 |                                                          | 2,6%                                                     | 2,6%                                                     |
| Роздрібна торгівля та послуги                            | Роздрібна торгівля та послуги                            |                                                          | 22%                                                      | 22%                                                      |
| Гуртова торгівля, транспорт та обладнання                | Гуртова торгівля, транспорт та обладнання                |                                                          | 18,4%                                                    | 18,4%                                                    |
| Природні ресурси, сільське господарство                  | Природні ресурси, сільське господарство                  |                                                          | 6,6%                                                     | 6,6%                                                     |
| Виробництво                                              | Виробництво                                              |                                                          | 8,4%                                                     | 8,4%                                                     |

## Клімат
Середня річна температура становить 6,8°C, середня максимальна – 23,2°C, а середня мінімальна – -10,9°C. Середня річна кількість опадів – 1 473 мм.
| Клімат поселення                              | Клімат поселення | Клімат поселення | Клімат поселення | Клімат поселення | Клімат поселення | Клімат поселення | Клімат поселення | Клімат поселення | Клімат поселення | Клімат поселення | Клімат поселення | Клімат поселення | Клімат поселення |
| Показник                                      | Січ.             | Лют.             | Бер.             | Квіт.            | Трав.            | Черв.            | Лип.             | Серп.            | Вер.             | Жовт.            | Лист.            | Груд.            |                  |
| Середній максимум, °C                         | 0,40             | 0,74             | 4,94             | 10,39            | 16,05            | 20,99            | 23,15            | 22,72            | 18,34            | 12,92            | 8,02             | 2,08             |                  |
| Середня температура, °C                       | −5,26            | −4,94            | −0,73            | 4,72             | 10,39            | 15,33            | 18,95            | 18,52            | 14,14            | 8,72             | 3,82             | −2,12            |                  |
| Середній мінімум, °C                          | −10,94           | −10,61           | −6,41            | −0,95            | 4,71             | 9,65             | 14,76            | 14,32            | 9,96             | 4,52             | −0,39            | −6,32            |                  |
| Норма опадів, мм                              | 139              | 117              | 144              | 122              | 119              | 102              | 94               | 94               | 109              | 127              | 161              | 145              |                  |
| Середньомісячна швидкість вітру, м/с          | 3.78             | 3.82             | 3.87             | 3.76             | 3.33             | 3.11             | 2.76             | 2.72             | 3.00             | 3.44             | 3.58             | 3.83             |                  |
| Середньомісячна сонячна радіація, кДж/м²·день | 5220             | 8300             | 12195            | 15101            | 18157            | 20497            | 20237            | 18003            | 13800            | 8934             | 5244             | 4092             |                  |
| --------------------------------------------- | ---------------- | ---------------- | ---------------- | ---------------- | ---------------- | ---------------- | ---------------- | ---------------- | ---------------- | ---------------- | ---------------- | ---------------- | ---------------- |
| Джерело:                                      |                  |                  |                  |                  |                  |                  |                  |                  |                  |                  |                  |                  |                  |